# Fopius dandenongensis
Fopius dandenongensis är en stekelart som först beskrevs av Fischer 1978.  Fopius dandenongensis ingår i släktet Fopius och familjen bracksteklar. Inga underarter finns listade i Catalogue of Life.